# Xysticus connectens
Xysticus connectens là một loài nhện trong họ Thomisidae.
Loài này thuộc chi Xysticus. Xysticus connectens được Wladislaus Kulczynski miêu tả năm 1901.